# Froleh
Froleh este o localitate din comuna Sveta Ana, Slovenia, cu o populație de 128 de locuitori.